# Wilfred de Bruijn
Wilfred de Bruijn (Bleskensgraaf, 1 januari 1974) is een televisiepersoonlijkheid, bekend als Nederlandse Parijzenaar.

## Levensloop

### Jeugd
De Bruijn groeide op in Alblasserwaard en studeerde kunstgeschiedenis aan de Universiteit Leiden. Sinds 2003 woont hij in Parijs en is aldaar bibliothecaris van Fondation Custodia.

### Mishandeling
Op 6 april 2013 werd De Bruijn slachtoffer van antihomogeweld toen hij met zijn vriend op straat liep. Een foto van zijn gehavende gezicht werd veel bekeken en gedeeld op sociale media en de zaak trok de aandacht van nieuwsmedia in enkele landen. In de 4 meitoespraak van dat jaar refereerde minister Jet Bussemaker aan de mishandeling.

## Televisie
Naar aanleiding van de mishandeling was De Bruijn te gast in De Wereld Draait Door en werd later enkele keren Tafelheer in dat programma. Hij maakte voor DWDD een korte reportage na de aanslag op Charlie Hebdo in 2015.
De Bruijn was in de winter van 2013/2014 kandidaat in De Slimste Mens. Op 20 maart 2016 begon de VPRO met de uitzending van zijn documentaireserie Op zoek naar Frankrijk.

## Radio
In 2016 leverde De Bruijn bijdragen voor Met het Oog op Morgen. In april deed hij verslag van de Nuit debout-protesten in Parijs en tijdens het Europees kampioenschap voetbal 2016 gaf hij achtergrondinformatie over Parijs. Tevens leverde hij bijdragen aan Bureau Buitenland.

## Afbeeldingen

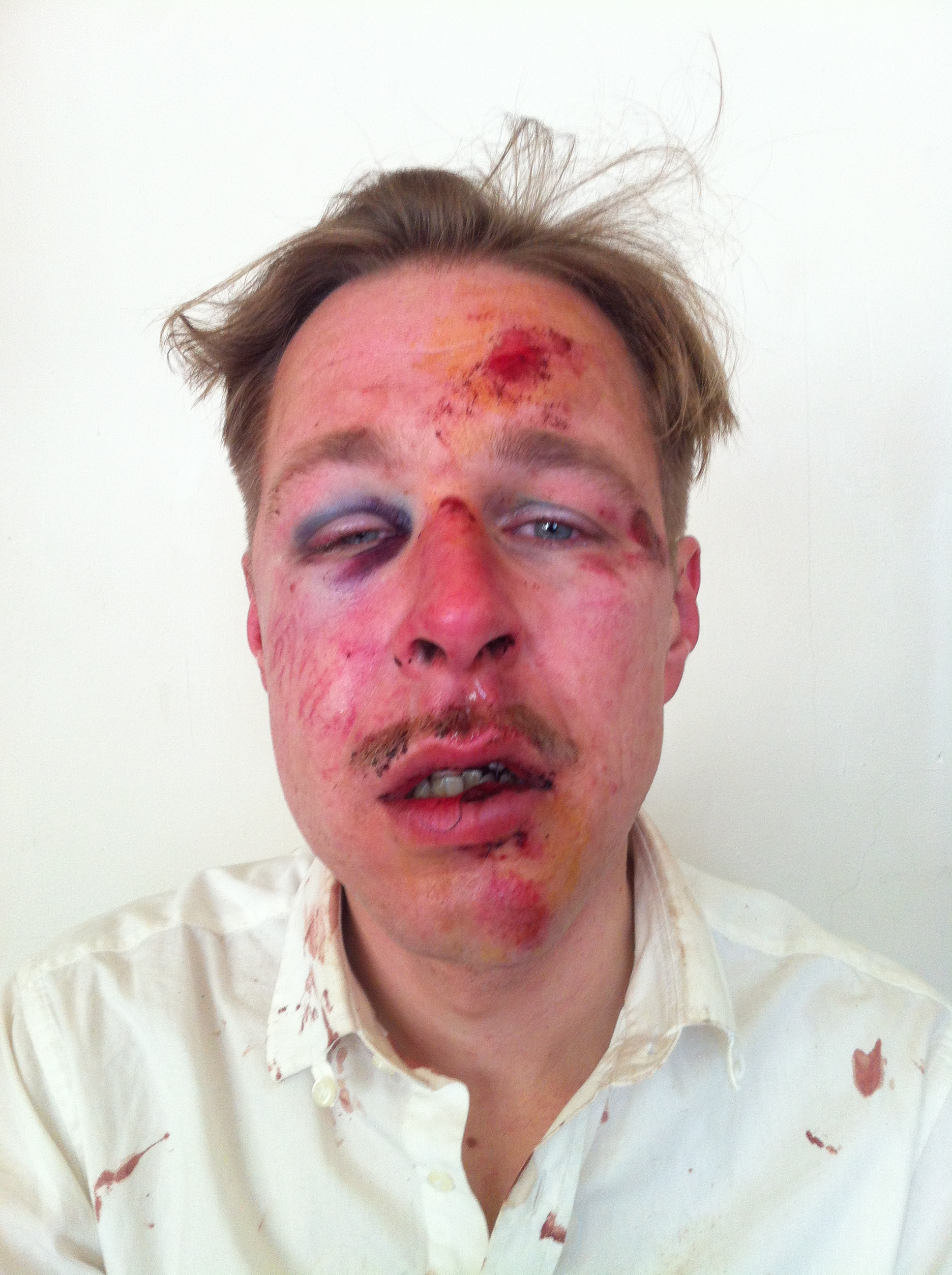
Wilfred de Bruijn na de mishandeling